# Lobopodia
I lobopodi (Lobopodia) sono un gruppo poco conosciuto di animali estinti, apparsi per la prima volta nel Cambriano inferiore o addirittura nel Neoproterozoico (circa 550 milioni di anni fa). Includono un gran numero di animali dal corpo segmentato e muniti di zampe, che però non sono classificabili facilmente in nessun gruppo del phylum degli artropodi.

## Gruppo variegato
La maggior parte dei lobopodi sono stati classificati come parenti degli artropodi o degli onicofori; alcune forme considerate appartenenti ai lobopodi soltanto da alcuni studiosi, i cosiddetti dinocaridi (Dinocarida), esteriormente non sembrano simili a nessun altro organismo noto. A seconda degli autori, i lobopodi sono costituiti da una quantità di forme, tra cui Xenusion, Microdictyon, Aysheaia, Onychodictyon, Paucipodia, Cardiodictyon, Hallucigenia, Luolishania e i moderni onicofori, tardigradi e pentastomidi. Dal momento che Microdictyon era ricoperto di scaglie scleritiche, alcuni autori includono nei lobopodi anche altri animali del Cambriano dotati di queste strutture.
Le dimensioni dei lobopodi variano da pochi centimetri (o millimetri, se si considerano anche i tardigradi) ad alcune decine di centimetri (o addirittura un metro, se si considera Anomalocaris). Alcuni di essi erano nuotatori, mentre altri strisciavano sul fondo del mare. Sembra che la maggior parte dei lobopodi fossero predatori. Si conosce molto poco, tuttavia, del loro stile di vita e delle parentele dei taxa. Alcuni lobopodi, come Diania, sembrerebbero essere stati muniti di zampe segmentate, come quelle degli artropodi, e quindi potrebbero essere stati molto vicini all'origine di questo gruppo.

## Lobopodia nella cultura di massa
Nel manga di Hajime Isayama L'attacco dei giganti sono presenti alcuni esemplari di lobopodi del genere Hallucigenia.

## Galleria d'immagini

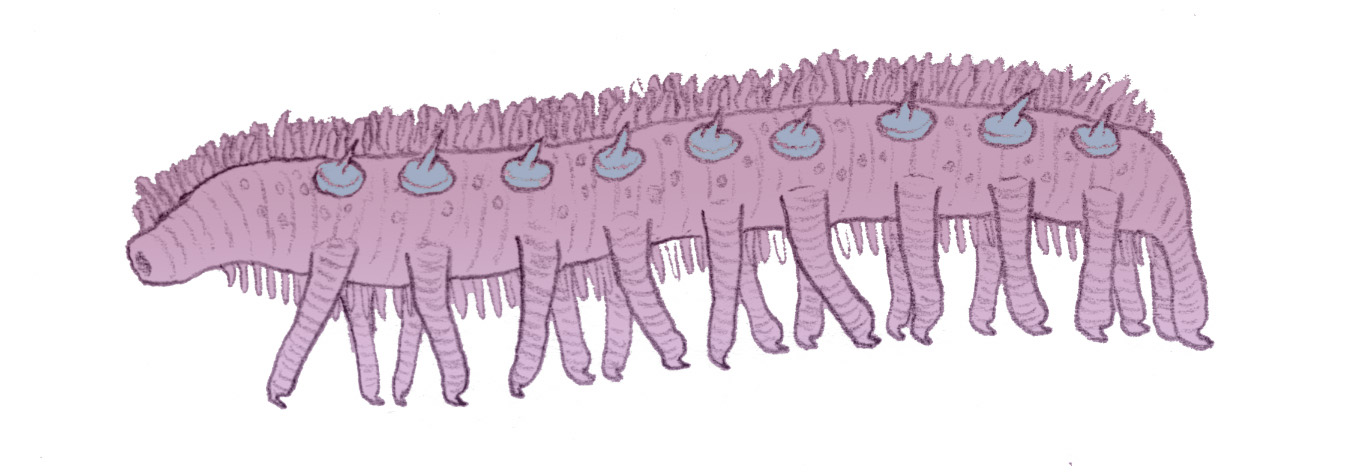
Onychodictyon
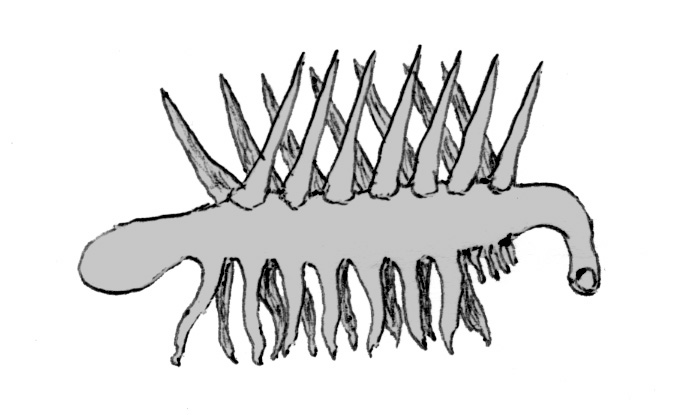
Hallucigenia
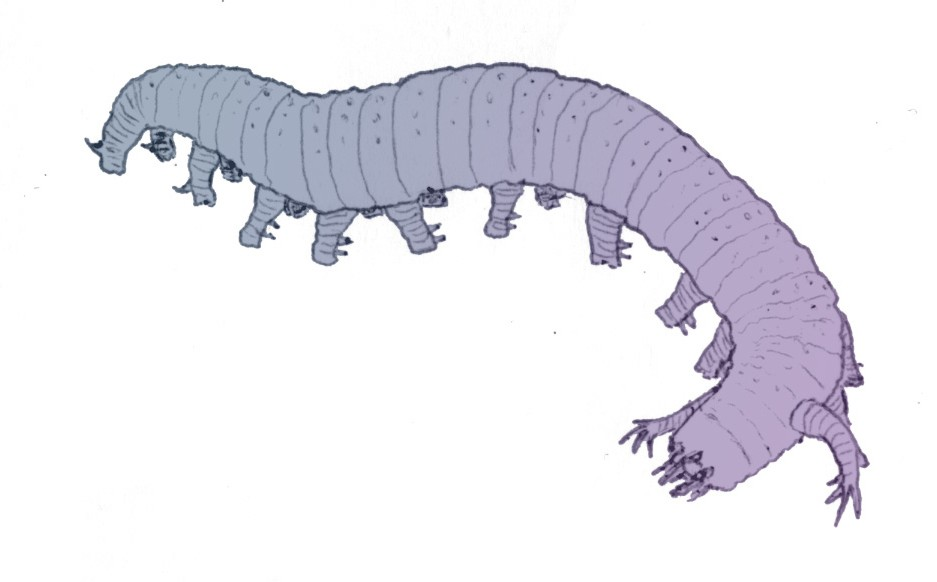
Aysheaia
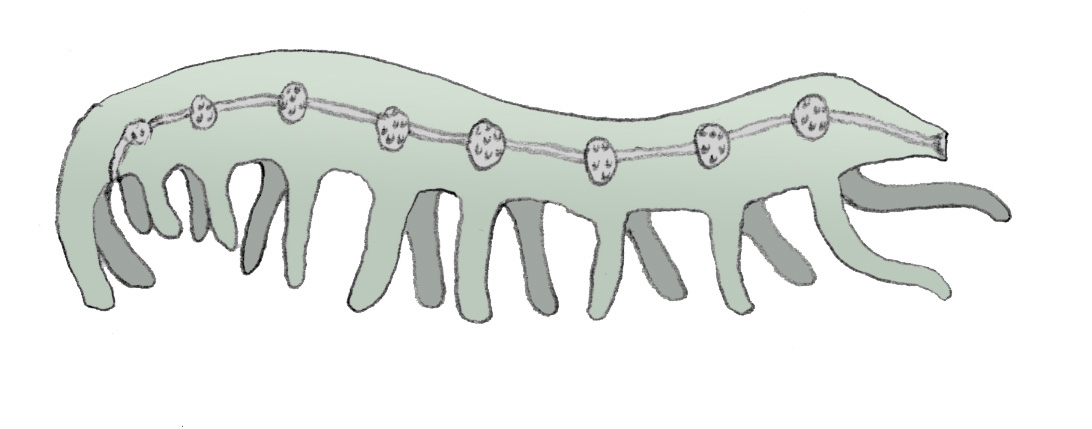
Microdictyon
Xenusion